# Giovanni de Primis
Giovanni de Primis (Catania, 1390/1400 – Napoli, 21 gennaio 1449) è stato un vescovo e cardinale italiano; fu anche monaco ed abate appartenente all'ordine benedettino.

## Biografia
Nato a Catania, entrò nella Congregazione cassinese nel 1422. Divenne abate dell'abbazia di Santa Giustina in Padova e successivamente del monastero di San Paolo fuori le mura. Nel 1444 ottenne da papa Eugenio IV la bolla pontificia che equiparava l'Università degli Studi di Catania a quella di Bologna. Nel concistoro del 16 dicembre 1446 papa Eugenio IV lo nominò cardinale con il titolo di Santa Sabina. Nel 1447 partecipò al conclave che elesse Niccolò V. Il 3 febbraio 1447 ricevette la commenda della diocesi di Catania ed il 2 dicembre 1448 ne divenne vescovo titolare, carica che mantenne fino alla morte.
Alla morte la sua salma fu inumata nella chiesa di San Severino a Napoli.